# Udea decoripennis
Udea decoripennis là một loài bướm đêm trong họ Crambidae.